# Alex Tuch
Alex Daniel Tuch, född 10 maj 1996, är en amerikansk professionell ishockeyforward som spelar för Buffalo Sabres i National Hockey League (NHL).
Han har tidigare spelat för Minnesota Wild i NHL; Iowa Wild och Chicago Wolves i American Hockey League (AHL); Boston College Eagles i National Collegiate Athletic Association (NCAA) samt Team USA i United States Hockey League (USHL).
Tuch draftades av Minnesota Wild i första rundan i 2014 års draft som 18:e spelare totalt.
21 juni 2017 blev Tuch tradad till Vegas Golden Knights i samband med expansionsdraften.

## Statistik
| 2011–2012   | Syracuse Jr. Stars     | EMJHL       | 40  | 44  | 57  | 101 | 26  | 4  | 1  | 3  | 4  | 4  |
| 2012–2013   | Team USA               | USHL        | 38  | 4   | 6   | 10  | 24  | —  | —  | —  | —  | —  |
|             | U.S. National U17 Team |             | 56  | 11  | 15  | 26  | 32  | —  | —  | —  | —  | —  |
| 2013–2014   | Team USA               | USHL        | 26  | 13  | 19  | 32  | 36  | —  | —  | —  | —  | —  |
|             | U.S. National U18 Team |             | 61  | 29  | 35  | 64  | 70  | —  | —  | —  | —  | —  |
| 2014–2015   | Boston College Eagles  | NCAA        | 37  | 14  | 14  | 28  | 28  | —  | —  | —  | —  | —  |
| 2015–2016   | Boston College Eagles  | NCAA        | 40  | 18  | 16  | 34  | 33  | —  | —  | —  | —  | —  |
| 2016–2017   | Minnesota Wild         | NHL         | 6   | 0   | 0   | 0   | 0   | —  | —  | —  | —  | —  |
|             | Iowa Wild              | AHL         | 57  | 18  | 19  | 37  | 28  | —  | —  | —  | —  | —  |
| 2017–2018   | Vegas Golden Knights   | NHL         | 78  | 15  | 22  | 37  | 27  | 20 | 6  | 4  | 10 | 12 |
|             | Chicago Wolves         | AHL         | 3   | 4   | 1   | 5   | 0   | —  | —  | —  | —  | —  |
| 2018–2019   | Vegas Golden Knights   | NHL         | 74  | 20  | 32  | 52  | 8   | 7  | 1  | 1  | 2  | 8  |
| 2019–2020   | Vegas Golden Knights   | NHL         | 42  | 8   | 9   | 17  | 8   | 20 | 8  | 4  | 12 | 8  |
| 2020–2021   | Vegas Golden Knights   | NHL         | 55  | 18  | 15  | 33  | 28  | 19 | 4  | 5  | 9  | 6  |
| 2021–2022   | Buffalo Sabres         | NHL         | 50  | 12  | 26  | 38  | 14  | —  | —  | —  | —  | —  |
| 2022–2023   | Buffalo Sabres         | NHL         | 74  | 36  | 43  | 79  | 20  | —  | —  | —  | —  | —  |
| NHL totalt  | NHL totalt             | NHL totalt  | 379 | 104 | 147 | 256 | 105 | 66 | 19 | 14 | 33 | 34 |
| AHL totalt  | AHL totalt             | AHL totalt  | 60  | 22  | 20  | 42  | 28  | —  | —  | —  | —  | —  |
| NCAA totalt | NCAA totalt            | NCAA totalt | 77  | 32  | 30  | 62  | 61  | —  | —  | —  | —  | —  |
| USHL totalt | USHL totalt            | USHL totalt | 64  | 17  | 25  | 42  | 60  | —  | —  | —  | —  | —  |

### Internationellt
| Källa: Uppdaterad: 2020-01-24 | Källa: Uppdaterad: 2020-01-24 | Källa: Uppdaterad: 2020-01-24 |         | Utv = Utvisningsminuter | Utv = Utvisningsminuter | Utv = Utvisningsminuter | Utv = Utvisningsminuter | Utv = Utvisningsminuter |
| År                            | Lag                           | Mästerskap                    | Matcher | Mål                     | Assists                 | Poäng                   | Utv                     |                         |
| ----------------------------- | ----------------------------- | ----------------------------- | ------- | ----------------------- | ----------------------- | ----------------------- | ----------------------- | ----------------------- |
| 2014                          | USA                           | U18                           | 7       | 0                       | 3                       | 3                       | 14                      |                         |
| 2015                          | USA                           | JVM                           | 5       | 1                       | 1                       | 2                       | 0                       |                         |
| Junior totalt                 | Junior totalt                 | Junior totalt                 | 12      | 1                       | 4                       | 5                       | 14                      |                         |